# Saint-Pierre-le-Moûtier
Saint-Pierre-le-Moûtier – miejscowość i gmina we Francji, w regionie Burgundia-Franche-Comté, w departamencie Nièvre.
Według danych na rok 1990 gminę zamieszkiwało 2091 osób, a gęstość zaludnienia wynosiła 44 osoby/km² (wśród 2044 gmin Burgundii Saint-Pierre-le-Moûtier plasuje się na 97. miejscu pod względem liczby ludności, natomiast pod względem powierzchni na miejscu 36.).